# Джабо Кидеринский
Джабо Кидеринский (дид. Джабу Кидироси) — дидойский военный и административный руководитель XIX века, известный своей деятельностью в Дагестане и участием в сопротивлении российскому владычеству в регионе. Представитель дидойского народа, уроженец селения Кидеро.

## Биография
Наиб Джабо происходил из дидойского народа и жил в селении Кидеро, расположенном в высокогорьях Западного Дагестана. Он снискал уважение среди своих соплеменников как мужественный и уважаемый предводитель, обладавший не только военным умом, но и добрым нравом. Несмотря на трудные условия и частые столкновения, Джабо сумел сохранить гостеприимность и дух горской чести.
По воспоминаниям одного из путешественников XIX века:
«Зрительный зал, стоявший в руинах, остался позади нас, и Дидоя развила свою мужественную натуру, чем-то напоминавшую швейцарские пейзажи. Между прочим, наиб оказался услужливым и дружелюбным, сносно разместил нас в своем доме в Кидеро, едва возвышавшемся над развалинами, и провел нас на следующий день к перевалу, отделяющему Дидо от Капучи».
Это свидетельство подчёркивает, что, несмотря на разруху в регионе, Джабо сохранял традиции горского гостеприимства и был активным участником жизни своего народа, помогая путникам и контролируя стратегические маршруты, соединявшие Дидо с соседними районами.

## История
После пленения Шамиля житель аула Кидеро, Жабу, из рода Лабазановых, стал старшиной дидойцев. Он был известен своей мужественностью и физической силой, а также решимостью в защите своего народа. Жабу часто посещал Грузию по служебным и хозяйственным делам, сопровождая свои поездки отрядами нукеров.
Однажды, когда грузины, проживающие на равнине между Кварелью и Шильдой, оказались в панике из-за гигантской змеи, нападавшей на скот и людей, Жабу взял на себя смелость пойти на охоту. Он со своими всадниками выследил змею, скрывавшуюся под скалой. Когда змея, заметив всадников, начала медленно двигаться навстречу, конь под Жабу сильно испугался, но сам старшина, не теряя мужества, продолжал стрелять. Несмотря на попадание в голову, змея продолжала двигаться и в конечном итоге упала, но сам Жабу, вероятно, заражённый ядом или гипнозом змеи, потерял сознание и упал с коня.
После этого инцидента Жабу лечили в городе Телави грузинские врачи. За проявленное мужество и героизм генерал-губернатор из Тифлиса лично посетил старшину и наградил его ценными подарками, а также присвоил звание капитана.
Связь с Грузией
Согласно историческим данным, между царём Грузии Ираклием II и западно-дагестанскими обществами, включая дидойцев, был заключён мирный договор. В соответствии с этим соглашением, дидойцы обязались охранять восточные рубежи Кахетии от внешних угроз. За свои услуги они получали регулярные подати от кахетинских деревень.
Предание гласит, что наиб Джабо был одним из тех, кто возглавлял охрану грузинской границы и лично получал дары и выплаты от царского двора, что свидетельствовало о его высоком статусе и влиянии за пределами Дагестана.
«Ираклию II во второй половине XVIII века удалось заключить мирный договор с обществами Западного Дагестана. По этому договору дидойцы и другие пограничные общества Дагестана обязались охранять восточные границы Грузии, за что получали подати от кахетинских деревень»
В книге Раджаба Раджабова «История дидойцев» наиб Джабо (или Жабо) упоминается как старшина дидойцев в конце XVIII века. В частности, в период правления царя Георгия II (1798—1800) он получал ежегодное жалованье в размере 120 рублей серебром за обеспечение безопасности восточных границ Грузии. Взамен наиб Джабо обязался информировать грузинские власти о движении враждебных сил, что способствовало укреплению отношений между дидойцами и Кахетинским царством.
Этот факт подчёркивает стратегическую важность дидойцев как пограничного народа и их роль в обеспечении безопасности Кавказа в XVIII веке.

## Историческое значение
Наиб Джабо стал одним из символов переходного периода в истории горцев — от военного сопротивления Имамату Шамиля к интеграции в систему Российской империи. Его деятельность отражает сложность взаимоотношений между местными элитами и российскими властями в послекавказский период.